# نايف الدوسري
نايف إبراهيم الدوسري لاعب سعودي يلعب في مركز الظهير الأيسر لعب لنادي النصر في الفئات السنية ومثل الفريق الأول ونسق من الفريق مطلع موسم 2008 - 2009، ووقع لنادي التعاون، ولعب له لمدة موسم، وفي 2009 - 2010. أنهى عقده مع التعاون، و لعب بعدها في نادي الفيحاء .